# Коммунальный мост (Бийск)
Коммуна́льный мост — арочный мост через реку Бию в Бийске, соединяющий правобережную и левобережную части города. Первый капитальный мостовой переход через Бию.
Мост официально открыт в 1965 году (хотя движение пешеходов и отдельных автомобилей осуществлялось уже в 1964 году) и соединил переулок Коммунарский на правом берегу и улицу Шишкова — на левом берегу Бии. Коммунальный мост состоит из семи пролётов. По конструкции мост аналогичен коммунальному мосту в Красноярске, (отличается от него лишь отсутствием массивных пилонов на опорных быках) и Судогодскому мосту через Клязьму во Владимире. По мосту проходит Чуйский тракт.
При строительстве моста было допущено большое количество нарушений технологии, что привело к его преждевременному износу. В частности не были своевременно изготовлены подвижные опоры настила моста (необходимые для компенсации температурных удлинений и вибрационных нагрузок от транспорта), поэтому строителям пришлось укладывать его на временные деревянные прокладки, которые за 25 лет эксплуатации сгнили после чего плиты настила легли на бетонные несущие конструкции и стали интенсивно разрушаться в зоне соприкосновения. Этому же способствовала эксплуатация на мосту трамвайной линии. В 1991—1992 годах мост закрывался на внеплановый ремонт, вызванный его аварийным состоянием. Дефицит средств, связанный с распадом СССР, не позволил выполнить ремонтные работы в полном объёме. В начале 2000-х годов мост вновь стал аварийным и потребовался уже его капитальный ремонт, который был начат в 2002 году, а завершился в 2006-м. В ходе капитального ремонта верхнее строение моста было полностью реконструировано и приобрело современный вид, существенно отличающийся от изначального. Мост стал заметно шире за счет того, что пешеходные дорожки были вынесены за пределы несущих конструкций.